# 레이캬네스바이르

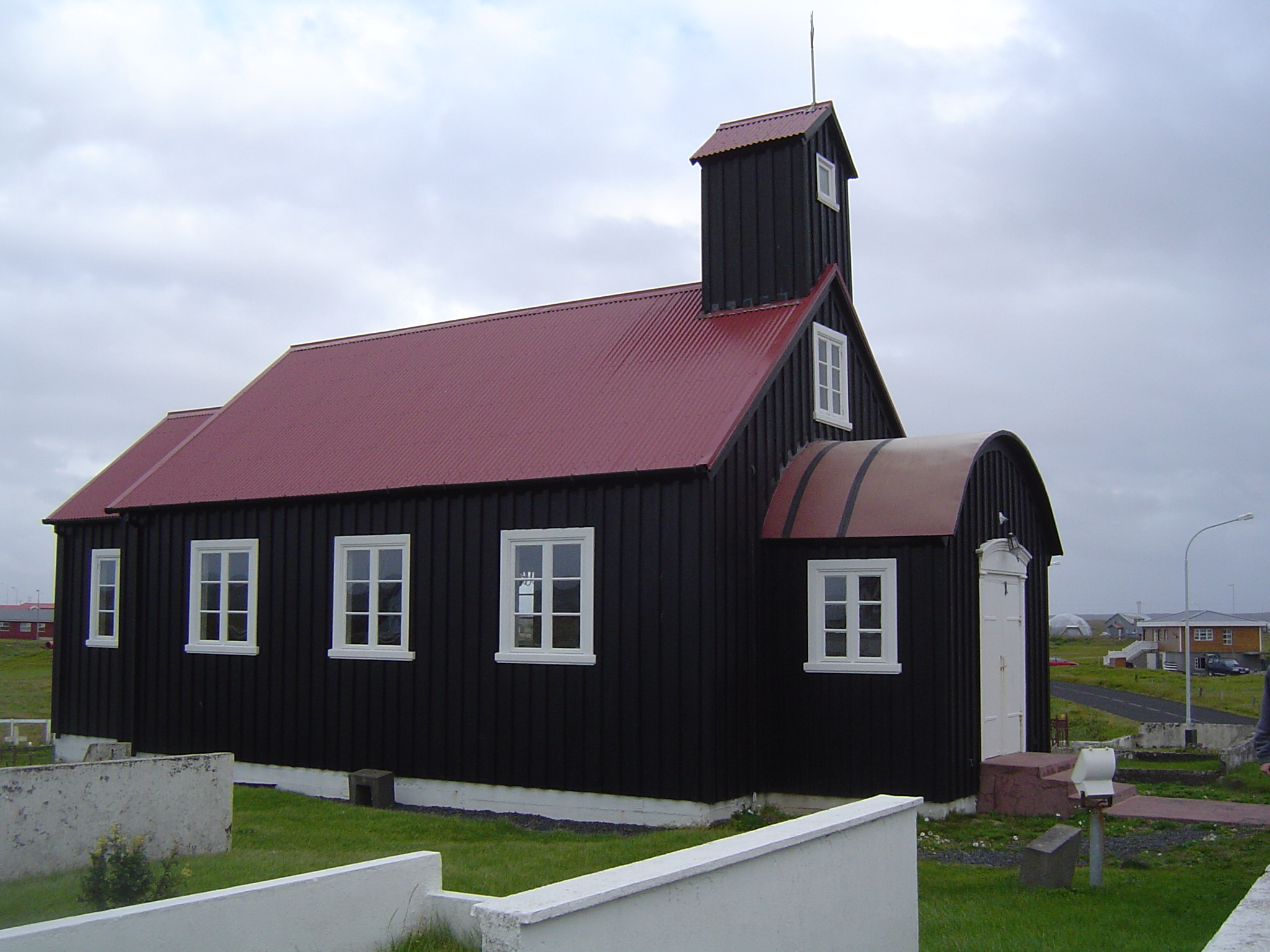
하프니르(Hafnir) 교회

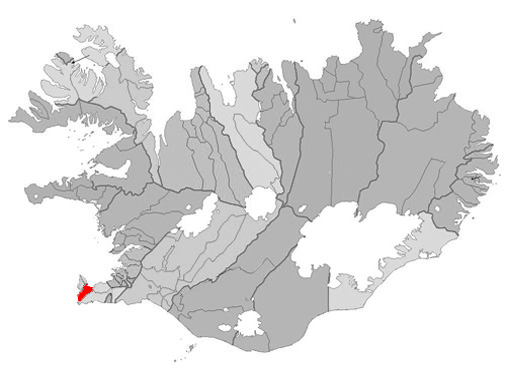
레이캬네스바이르의 위치

레이캬네스바이르(아이슬란드어: Reykjanesbær)는 아이슬란드 남서부에 위치한 도시로 면적은 145km2, 인구는 14,527명이다. 행정 구역상으로는 쉬뒤르네스에 속하며 아이슬란드에서 5번째로 큰 도시이다. 케플라비크, 니아르드비크와 가까운 편이다.